# 金鐘獎戲劇節目編劇獎
金鐘獎戲劇節目編劇獎是由文化部影視及流行音樂產業局在臺灣舉辦的現行頒發獎項，1980年首屆金鐘獎設編劇獎。

## 歷屆得獎暨入圍名單
|  | 獲獎者 |

### 編劇獎（第15屆~第24屆）
| 年度 （屆數）   | 電視作品                                                                             |
| --------------- | ------------------------------------------------------------------------------------ |
| 1980 （第15屆） | 從缺                                                                                 |
| 1981 （第16屆） | 夏美華／《秋水長天》台視                                                             |
| 1981 （第16屆） | 蔣子安／《戰國風雲》                                                                 |
| 1981 （第16屆） | 鄧育昆／《華視劇展》                                                                 |
| 1982 （第17屆） | 張永祥、張琬／《春望》華視                                                           |
| 1983 （第18屆） | 張龍光、吳桓、何祖武／《巴黎機場》台視                                               |
| 1983 （第18屆） | 徐天榮／《苦海餘生「幻滅」》                                                         |
| 1983 （第18屆） | 張瑄、張永祥／《秋蟬》                                                               |
| 1984 （第19屆） | 何曉鐘／《星星知我心》台視                                                           |
| 1984 （第19屆） | 左菁華【玉笠人】、依凡【依風露】、徐恩楣【徐薏藍】、李遠【小野】／《少年十五二十時》 |
| 1984 （第19屆） | 鄧育昆、周平／《煙雨江南》                                                           |
| 1985 （第20屆） | 何曉鐘、林霖、張龍光／《星星的故鄉》台視                                             |
| 1985 （第20屆） | 徐立功、王蕙玲／《四千金》                                                           |
| 1985 （第20屆） | 張永祥／《河山春曉》                                                                 |
| 1986 （第21屆） | 王小棣／頂好劇場-《秋月春風》華視                                                    |
| 1986 （第21屆） | 丁亞民／國語連續劇－《藍與黑》                                                       |
| 1986 （第21屆） | 夏美華／國語連續劇－《一剪梅》                                                       |
| 1987 （第22屆） | 王濱藻／中視劇場-《另一種聲音》中視                                                  |
| 1987 （第22屆） | 李遠／中視劇場－《棉花糖的滋味》                                                     |
| 1987 （第22屆） | 張儀貞、蘇月美、趙愛倫／台視劇場－《蹺家的媽媽》                                     |
| 1988 （第23屆） | 丁亞民／華視劇展-《陽光每天都來過》中華電視台                                        |
| 1988 （第23屆） | 李康年／《爸爸原諒我》                                                               |
| 1988 （第23屆） | 陳喆（瓊瑤）、林久愉／《庭院深深》                                                   |
| 1988 （第23屆） | 張龍光／黃金劇場－《人間有情系列「百年深情」》                                       |
| 1989 （第24屆） | 金士會 ／台視劇場-《驢子與紅蘿蔔》台灣電視公司                                       |
| 1989 （第24屆） | 丁亞民／《京華煙雲》                                                                 |
| 1989 （第24屆） | 吳桓／中視劇場－《大地有愛系列「最後的馨香」》                                       |

### 最佳編劇獎（第25屆）
| 年度 （屆數）   | 電視作品                                         |
| --------------- | ------------------------------------------------ |
| 1990 （第25屆） | 夏美華／《布穀鳥聲聲催》中視                     |
| 1990 （第25屆） | 王蕙玲／《追妻三人行》                           |
| 1990 （第25屆） | 朱永崑、李寧兒、林桂瑛／《郵差總是按對（錯）鈴》 |

### 電視編劇獎（第26屆）
| 年度 （屆數）   | 電視作品                                   |
| --------------- | ------------------------------------------ |
| 1991 （第26屆） | 林桂瑛／《郵差三度來按鈴》台灣電視公司     |
| 1991 （第26屆） | 安憶心／金獎劇場－《無色的愛系列「風水」》 |
| 1991 （第26屆） | 陳麗華、關展博／《末代兒女情》             |

### 編劇獎（第27屆、第28屆）
| 年度 （屆數）   | 電視作品                                         |
| --------------- | ------------------------------------------------ |
| 1992 （第27屆） | 宋項如／《戲說乾隆》中視                         |
| 1992 （第27屆） | 王蕙玲／《京城四少》                             |
| 1992 （第27屆） | 黃郁欽／《愛》                                   |
| 1993 （第28屆） | 丁亞民／經典劇場－《像我們這樣一個家》華視       |
| 1993 （第28屆） | 朱永崑／《意難忘》                               |
| 1993 （第28屆） | 李曉蘋【安麗】／中視劇場－《悲歡人生系列：回家》 |

### 戲劇編劇獎（第30屆～第35屆）
| 年度 （屆數）   | 電視作品                                                       |
| --------------- | -------------------------------------------------------------- |
| 1995 （第30屆） | 鄭耀宗、鄧安寧／華視劇展－《曉萍同志》中華電視公司             |
| 1995 （第30屆） | 宋項如、鄧育昆／《戲說慈禧》                                   |
| 1995 （第30屆） | 鄧育昆／《包青天－鍘包勉》                                     |
| 1997 （第32屆） | 劉凡禎／黃金劇場－《天涯共此時》中國電視公司                   |
| 1997 （第32屆） | 王蕙玲／《第一世家》                                           |
| 1997 （第32屆） | 左菁華【玉笠人】／《孔子的故事》                               |
| 1997 （第32屆） | 張光斗【毓慶】／華視劇展：《圍爐》                             |
| 1997 （第32屆） | 編劇群／《我們一家都是人：台灣精神－愛情有價》                 |
| 1999 （第34屆） | 楊海薇、劉德凱 ／金鐘劇展－《老伴兒》中國電視公司              |
| 1999 （第34屆） | 吳桓／《鹽田兒女》                                             |
| 1999 （第34屆） | 傅華貞、徐慧琴、王黎莉／《春天後母心》                         |
| 1999 （第34屆） | 楊璧瑩／金鐘劇展－《賣家的人》                                 |
| 1999 （第34屆） | 鄧安寧、葉鳳英／華視劇展－《出走》                             |
| 2000 （第35屆） | 瞿友寧、張友漁／《誰在橋上寫字》財團法人公共電視文化事業基金會 |
| 2000 （第35屆） | 王小棣／《台灣玉》                                             |
| 2000 （第35屆） | 謝啟明、劉玫、何昕明／《曾經》                                 |
| 2000 （第35屆） | 楊璧瑩／《搬家》                                               |
| 2000 （第35屆） | 鄭靜芬／《濁水溪的契約》                                       |

### 連續劇編劇獎（第36屆～第38屆）
| 年度 （屆數）   | 電視作品                                               |
| --------------- | ------------------------------------------------------ |
| 2001 （第36屆） | 陳家昱／《小迷糊闖江湖》台灣電視公司                   |
| 2001 （第36屆） | 編劇小組／《大醫院小醫師》                             |
| 2001 （第36屆） | 許文鈴／《阿母醒來吧》                                 |
| 2001 （第36屆） | 亞洲國際編劇小組／《臥虎藏龍》                         |
| 2001 （第36屆） | 黃志翔編劇小組／《流氓教授》                           |
| 2002 （第37屆） | 李順慈／《貞女、烈女、豪放女》中國電視事業股份有限公司 |
| 2002 （第37屆） | 禾豐編劇小組／《後山日先照》                           |
| 2002 （第37屆） | 林霖、賴慧中／大愛劇場-《BI YA SU NA別來無恙》         |
| 2002 （第37屆） | 陳惠真、謝叔芳／《18歲的約定》                         |
| 2002 （第37屆） | 鄧育昆／《煙雨江南》                                   |
| 2003 （第38屆） | 名揚四海編劇小組／《名揚四海》台灣電視事業股份有限公司 |
| 2003 （第38屆） | 王詞仰、陳世／《孽子》                                 |
| 2003 （第38屆） | 李忠河／《家》                                         |
| 2003 （第38屆） | 溫怡惠、陳曉冰／大愛劇場-《聞風而來》                  |
| 2003 （第38屆） | 楊曼麗／大愛劇場-《錦貴》                              |

### 戲劇類編劇獎（第39屆）
| 年度 （屆數）   | 電視作品                                          |
| --------------- | ------------------------------------------------- |
| 2004 （第39屆） | 鄭芬芬／《手機有鬼》義芳傳播企業股份有限公司      |
| 2004 （第39屆） | 周晏子／人間關懷劇場-《第二張身分證》             |
| 2004 （第39屆） | 黃志翔、張艾嘉、黃新高、彭盛青、趙欣／《候鳥e人》 |
| 2004 （第39屆） | 黃黎明、王小棣、溫郁芳、徐譽庭／《赴宴》          |
| 2004 （第39屆） | 楊雅喆／《過天橋，看到海》                        |

### 戲劇節目編劇獎（連續劇）（第40屆）
| 年度 （屆數）   | 電視作品                                           |
| --------------- | -------------------------------------------------- |
| 2005 （第40屆） | 王詞仰、柯淑卿／《浪淘沙》民間全民電視股份有限公司 |
| 2005 （第40屆） | 蕭慶餘（蕭颯）、陳世／《孤戀花》                   |
| 2005 （第40屆） | 劉凡禎、陸玉清／《再見 忠貞二村》                  |
| 2005 （第40屆） | 費工怡、謝育秀／《住左邊住右邊》                   |
| 2005 （第40屆） | 齊錫麟／《米迦勒之舞》                             |

### 戲劇節目編劇獎（第41屆～至今）
| 年度 （屆數）   | 電視作品                                                                                                   |
| --------------- | --- |
| 2006 （第41屆） | 陳世、謝淑芳、陳惠真、陳昭如／《愛殺17》八大電視股份有限公司                                               |
| 2006 （第41屆） | 郭玫芬、杜欣怡、黃思文、楊登月／《戀戀舊山線》                                                             |
| 2006 （第41屆） | 傅天余、林其樂／《偵探物語》                                                                               |
| 2006 （第41屆） | 傅華貞、簡嘉伶／大愛劇場-《流金歲月》                                                                      |
| 2006 （第41屆） | 鄭芬芬／《米可 Go》                                                                                        |
| 2007 （第42屆） | 吳洛纓、彭盛青／《白色巨塔》中國電視事業股份有限公司                                                       |
| 2007 （第42屆） | 李美華、黃美津【黃品瑄】、李忠河／《出外人生》                                                             |
| 2007 （第42屆） | 易智言、王紀堯、蔡宗翰、鄭仰山、連凱鴻、簡士耕、雷建容／《危險心靈》                                       |
| 2007 （第42屆） | 鄭文力／《鐵樹花開》                                                                                       |
| 2007 （第42屆） | 謝叔芳、陳惠真／《親親小爸》                                                                               |
| 2008 （第43屆） | 王小棣、溫郁芳、黃瓊慧、張可欣、柯雁心、曾莉婷／《我在墾丁*天氣晴》財團法人公共電視文化事業基金會          |
| 2008 （第43屆） | 陳玉珊、潘逸群、陳忻怡、杜欣怡／《命中註定我愛你》                                                         |
| 2008 （第43屆） | 陳美珊、陳彬彬、曹曉華／客家文學大戲《菸田少年》                                                           |
| 2008 （第43屆） | 陳慧翎／大愛劇場－《黃金線》                                                                               |
| 2008 （第43屆） | 費成祺、禹元元、汪秀賢、葉家玲、陳昱均／《歡喜來逗陣》                                                     |
| 2009 （第44屆） | 溫怡惠／客家劇場－《女仨的婚事》客家電視台                                                                 |
| 2009 （第44屆） | 王小棣、黃黎明、溫郁芳、黃瓊慧、張可欣、廖士涵、柯雁心、莊慧秋／《波麗士大人》                             |
| 2009 （第44屆） | 吳洛纓、陳慧如／《痞子英雄》                                                                               |
| 2009 （第44屆） | 徐譽庭、陳秋茹、杜政哲、毛訓容、吳怡然、何曜先、莊心輔、溫郁芳／《光陰的故事》                             |
| 2009 （第44屆） | 黃志翔／《天平上的馬爾濟斯》                                                                               |
| 2010 （第45屆） | 呂蒔媛、林欣慧、吳維君、林純華／客家劇場－《牽紙鷂的手》客家電視台                                         |
| 2010 （第45屆） | 江瑞宗／大愛劇場－《情義月光》                                                                             |
| 2010 （第45屆） | 夏康真、巫知諭、趙荃、李懿芳／《那年，雨不停國》                                                           |
| 2010 （第45屆） | 許文鈴／大愛劇場－《芳草碧連天》                                                                           |
| 2010 （第45屆） | 楊靚姝、鄭婉玭、王傳宗、藍文希、張綺恩、馬自明、王莉雯／《搖滾保母》                                       |
| 2011 （第46屆） | 黃雨佳／客家劇場—《雲頂天很藍》行政院客家委員會                                                            |
| 2011 （第46屆） | 楊海薇、王珮華／《犀利人妻》                                                                               |
| 2011 （第46屆） | 孫法均、陳承祥、吳德元、何采蓁／《就是要香戀》                                                             |
| 2011 （第46屆） | 李信邦、王卉竺、謝宗臣／《新兵日記》                                                                       |
| 2011 （第46屆） | 吳宏智／大愛劇場—《路邊董事長》                                                                            |
| 2012 （第47屆） | 徐譽庭／《我可能不會愛你》八大電視台                                                                       |
| 2012 （第47屆） | 林志儒、楊景翔、陳南宏、張綺恩／客家劇場—《阿戇妹》                                                        |
| 2012 （第47屆） | 黃志翔／《小孩大人》                                                                                       |
| 2012 （第47屆） | 張秀玲／大愛劇場—《生命花園》                                                                              |
| 2012 （第47屆） | 簡奇峯、林欣慧／《前男友》                                                                                 |
| 2013 （第48屆） | 溫郁芳／《含苞欲墜的每一天》財團法人公共電視文化事業基金會                                                 |
| 2013 （第48屆） | 徐譽庭、吳怡然、謝秉勳、何曜先、李婉榕／《罪美麗》                                                         |
| 2013 （第48屆） | 黃世鳴、劉瑋慈、曾顯章、劉蕊瑄／《回家》                                                                   |
| 2013 （第48屆） | 黃雨佳／客家電視電影院—《死了一個國中生之後》                                                              |
| 2013 （第48屆） | 葉丹青、顏一帆、林佳慧、楊靚姝、嬉勤／《含笑食堂》                                                         |
| 2014 （第49屆） | 王小棣、安哲毅、張可欣、詹俊傑／《刺蝟男孩》財團法人公共電視文化事業基金會                                 |
| 2014 （第49屆） | 高妙慧、余智珉、李定偉、文采、王公誠／《沒有名字的甜點店》                                                 |
| 2014 （第49屆） | 陳長綸、柯淑卿、林佳慧／客家劇場—《在河左岸》                                                              |
| 2014 （第49屆） | 許芸齊、吳佩珍／《我的自由年代》                                                                           |
| 2014 （第49屆） | 溫怡惠、李義澤／《雨後驕陽》                                                                               |
| 2015 （第50屆） | 呂蒔媛／客家劇場—《出境事務所》客家電視台                                                                  |
| 2015 （第50屆） | 杜政哲、盧慧心、楊惠文、李松霖／《16個夏天》                                                               |
| 2015 （第50屆） | 吳繁（吳毓青）、鄧莉芬、黑米（芳祥）、陳嘉振／《C.S.I.C鑑識英雄》                                          |
| 2015 （第50屆） | 徐譽庭／《妹妹》                                                                                           |
| 2015 （第50屆） | 黃志翔／《新世界》                                                                                         |
| 2016 （第51屆） | 鄭心媚、鄭文堂、楊惠文／《燦爛時光》綠光全傳播有限公司                                                     |
| 2016 （第51屆） | 尚民、劉蕊瑄／《落日》                                                                                     |
| 2016 （第51屆） | 林貫中／《一代新兵 八極少年》                                                                              |
| 2016 （第51屆） | 黃世鳴／《一把青》                                                                                         |
| 2016 （第51屆） | 簡奇峯、林欣慧／《必娶女人》                                                                               |
| 2017 （第52屆） | 杜政哲、楊惠文／《酸甜之味》聯利媒體股份有限公司                                                           |
| 2017 （第52屆） | 王孔澂、王詞仰、吳翰杰、林品君、柯貞年、陳世、傅凱羚、詹俊傑《天黑請閉眼》                                 |
| 2017 （第52屆） | 徐譽庭／《植劇場－荼蘼》                                                                                   |
| 2017 （第52屆） | 張可欣、溫郁芳／《植劇場－戀愛沙塵暴》                                                                     |
| 2017 （第52屆） | 彭怡菁、溫慧明／《明天一起去樂園》                                                                         |
| 2018 （第53屆） | 樓一安、莫子儀／《台北歌手》客家電視台、內容物數位電影製作有限公司                                         |
| 2018 （第53屆） | 王卉竺、蕭力修、黃雨佳、陳承佑、黃健瑋、許菱芳／《麻醉風暴2》                                              |
| 2018 （第53屆） | 楊壁瑩、詹俊傑、吳翰杰、楊富閔／《植劇場－花甲男孩轉大人》                                                 |
| 2018 （第53屆） | 溫郁芳、張可欣／《植劇場－五味八珍的歲月》                                                                 |
| 2018 （第53屆） | 劉蕊瑄、何潤東、李宗翰、藍夢荷／《翻牆的記憶》                                                             |
| 2019 （第54屆） | 呂蒔媛／《我們與惡的距離》財團法人公共電視文化事業基金會、大慕影藝國際事業有限公司                         |
| 2019 （第54屆） | 王小棣、溫郁芳、張可欣、陸儀、吳怡靜、許景惠／《20之後》                                                   |
| 2019 （第54屆） | 吳宏智／《菜頭梗的滋味》                                                                                   |
| 2019 （第54屆） | 陳怡妤、林佳慧、陳玲慧、范芷綺、葉丹青、葉天倫／《雙城故事》                                               |
| 2019 （第54屆） | 陳南宏、吳岱芸、徐凱嘉、林宏杰、吳宗叡／客家劇場－《日據時代的十種生存法則》                               |
| 2020 （第55屆） | 簡奇峯、林欣慧／《想見你》香港商福斯傳媒有限公司台灣分公司、三鳳有限公司                                   |
| 2020 （第55屆） | 梁舒婷、徐瑞良／《誰是被害者》                                                                             |
| 2020 （第55屆） | 陳潔瑩、黃宣穎、蕭譯瑋／《用九柑仔店》                                                                     |
| 2020 （第55屆） | 楊念純／《噬罪者》                                                                                         |
| 2020 （第55屆） | 鄭心媚／《鏡子森林》                                                                                       |
| 2021 （第56屆） | 張逸寧、吳岱芸、吳宗叡、陳南宏／客家尋味劇場─《女孩上場》魔幻時刻電影有限公司                              |
| 2021 （第56屆） | 楊雅喆、蔣友竹、陳虹任、吳季恩／《天橋上的魔術師》                                                         |
| 2021 （第56屆） | 溫怡惠、林珮瑜、黃元蓓、謝夢遷、鄧安寧、陳慧玲、王文娟／《我的婆婆怎麼那麼可愛》                           |
| 2021 （第56屆） | 劉中薇／《未來媽媽》                                                                                       |
| 2021 （第56屆） | 謝宗臣、柯尊仁／《黑喵知情》                                                                               |
| 2022 （第57屆） | 嚴藝文、黃小貓【黃馨萱】、范芷綺／《俗女養成記2》中華電視股份有限公司                                      |
| 2022 （第57屆） | JULIANA【徐彥萍】、黃國華／《茶金》                                                                        |
| 2022 （第57屆） | 尚民、陳凱築、蔡顗禾、梁秀紅／《逆局》                                                                     |
| 2022 （第57屆） | 杜政哲、洪立妍、林紹謙／《華燈初上》                                                                       |
| 2022 （第57屆） | 陳芯宜、樓一安、張文綺／《四樓的天堂》                                                                     |
| 2023 （第58屆） | 李岳峰、徐慧琴、李怡慶／《牛車來去》財團法人公共電視文化事業基金會、禾豐傳播有限公司、中華電信股份有限公司 |
| 2023 （第58屆） | 馬克明、王加安、何昕明、尤以青、周克威、吳俊佑、楊宛儒／《模仿犯》                                         |
| 2023 （第58屆） | 梁舒婷／《台灣犯罪故事-黑潮之下》                                                                          |
| 2023 （第58屆） | 陳美珊、溫慧明／《客家尋味劇場-暗夜微光》                                                                  |
| 2023 （第58屆） | 賴孟傑、張世嫺、王宥蓁、王卉竺／《村裡來了個暴走女外科》                                                   |
| 2024 （第59屆） | 林冠慧／《不良執念清除師》良人行影業有限公司、麥加芬電影製作有限公司                                       |
| 2024 （第59屆） | 杜政哲、林晏如／《有生之年》                                                                               |
| 2024 （第59屆） | 林佳慧、林美慧／《華麗計程車行》                                                                           |
| 2024 （第59屆） | 蔡至哲／《搜尋者》                                                                                         |
| 2024 （第59屆） | 盧慧心、謝沛如／《何百芮的地獄毒白》                                                                       |
| 2025 （第60屆） | |
|                 | |
|                 | |
|                 | |
|                 | |

## 外部連結
- 廣播電視金鐘獎官方網站 （页面存档备份，存于）
- 歷屆電視金鐘獎得獎入圍名單 （页面存档备份，存于），文化部影視及流行音樂產業局